# 冴木里江
冴木 里江（さえき りえ、1981年3月21日 - ）は、日本のストリッパー。
北海道出身。身長163cm、スリーサイズ はB85cm・W56cm・H84cm。血液型はAB型。

## 略歴
- 2004年8月21日、札幌道頓堀劇場専属のストリッパーとしてデビュー。